# Lola T92/10

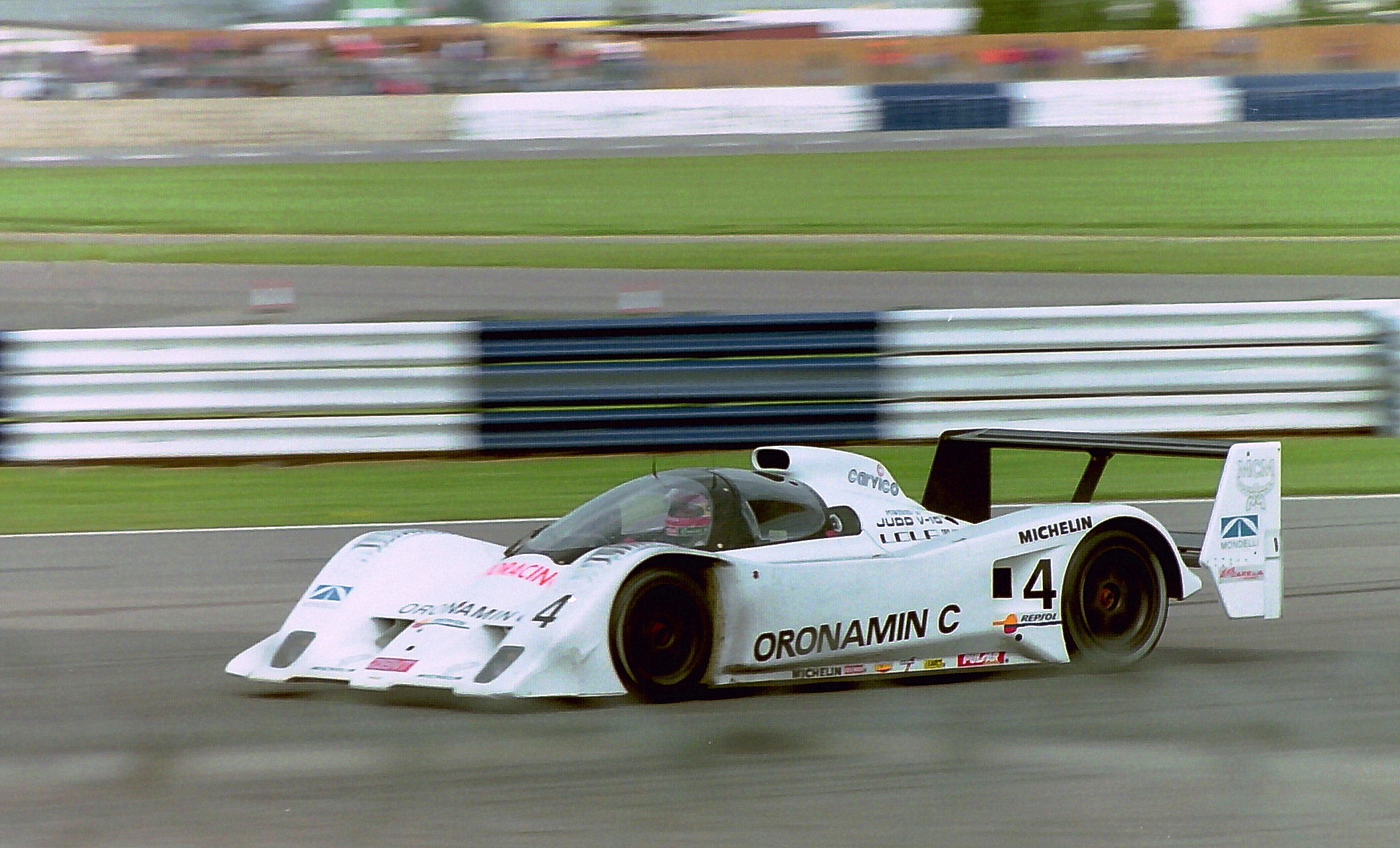
Der Lola T92/10 von Stefan Johansson und Jesús Pareja beim 500-km-Rennen von Silverstone 1992

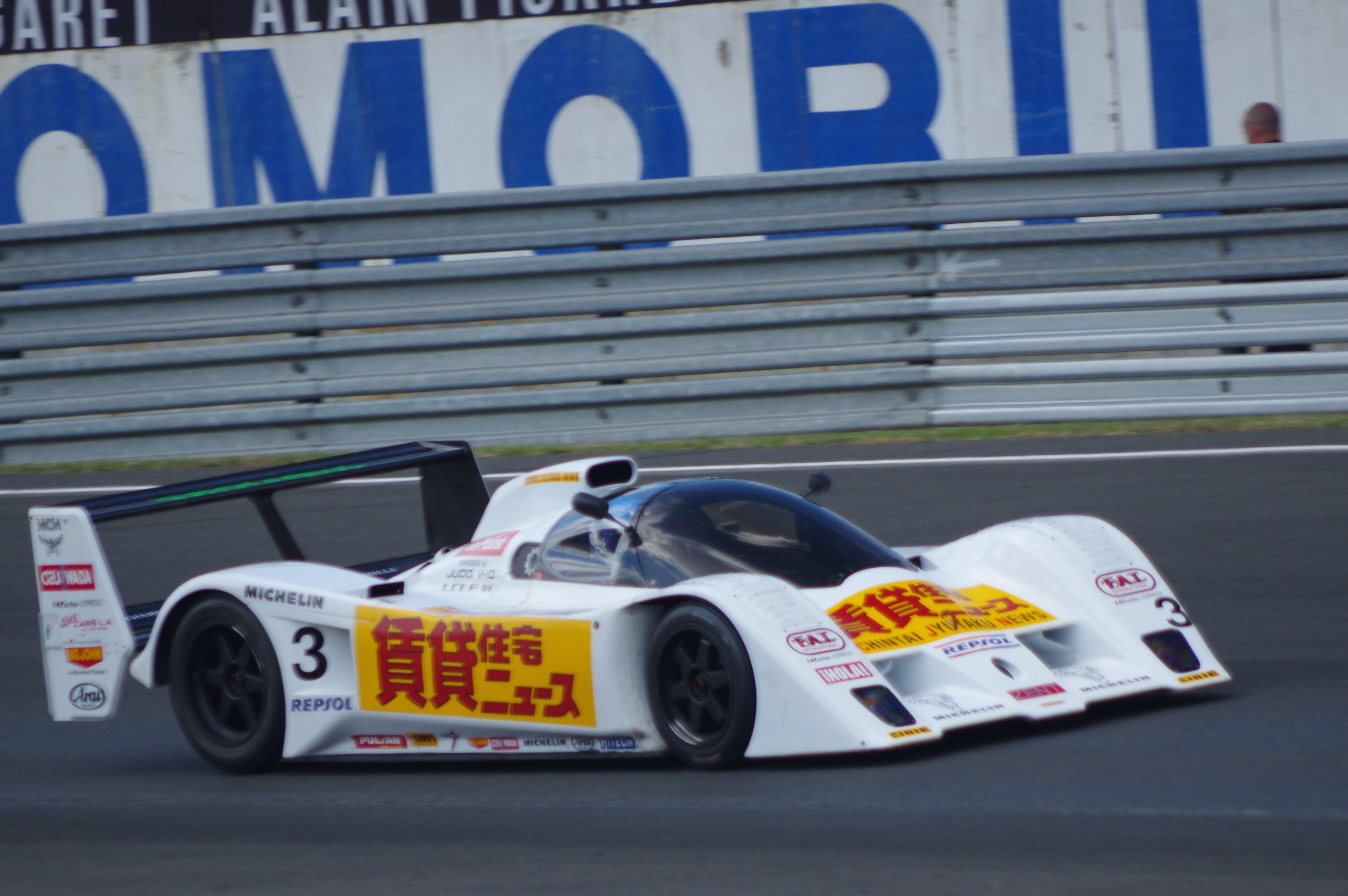
Lola T92/10 bei den Le Mans Classic 2016

Der Lola T92/10 war ein Gruppe-C-Sportwagen, der 1991 bei Lola Cars entwickelt wurde. 

## Entwicklungsgeschichte
Ende der 1980er-Jahre hatte sich Lola als Entwickler und Produzent von Gruppe-C-Sportwagen auf Auftragsbasis etabliert. So entstanden bei Lola der Chevrolet Corvette GTP (intern Lola T86/10), der Nissan R89C (intern Lola T89/10) und der Nissan R90CK (intern Lola T90/10). Der T92/10 war die erste Gruppe-C-Eigenentwicklung seit dem T610 von 1982.
Der Wagen wurde von Grund auf neu konstruiert. Die Front wurde weit nach unten gezogen, die beiden großen Öffnungen am Vorderwagen dienten der Kühlung der Bremsen. Die Frontscheibe des Cockpits war flach nach vorne gezogen, um den Piloten bestmögliche Sicht zu ermöglichen. Für bestmöglichen Anpressdruck sorgte ein großer Heckflügel.
Als Motor kam das 3,5-Liter-V10-GV-Agreggat von Judd zum Einsatz. John Judd hatte diesen Motor 1991 vorgestellt, der von der BMS Scuderia Italia in den Formel-1-Dallara 191 eingebaut wurde. Bei Lola wurde das Triebwerk für einen Sportwagen adaptiert. Zum ersten Mal präsentiert wurde der Wagen, von dem drei Chassis gefertigt wurden, beim 430-km-Rennen auf dem Nürburgring 1991, wo er ausgestellt, aber nicht gefahren wurde.

## Renngeschichte
Zwei Chassis, HU01 und HU02, erwarb 1992 der niederländische Rennfahrer Charles Zwolsman senior für sein Rennteam Euro Racing. Zwolsman war 1988 wegen Drogenhandels verhaftet und zu einer Haftstrafe verurteilt worden. 1992 war er auf Bewährung frei und ging mit seinem Team und den beiden T92/10 in der Sportwagen-Weltmeisterschaft an den Start. Das Renndebüt hatte der Rennwagen (Fahrgestell HU01) im April 1992 beim zur Interserie zählenden Rennen in Mugello. Gleich beim ersten Renneinsatz gab es den ersten Sieg. Die Gesamtwertung bestand aus zwei Wertungsläufen, die jeweils über eine Distanz von 14 Runden gingen. In dieser Addition siegte Zwolsman vor dem Kremer-Porsche 962CK6 von Manuel Reuter und dem von Courage Compétition eingesetzten Cougar C28S von Marco Brand. Für Zwoslman war der Erfolg der einzige Sieg bei einem Autorennen. 
In der Sportwagen-Weltmeisterschaft blieben die Erfolge weitgehend aus. Beim ersten Rennen der Saison, dem 500-km-Rennen von Monza, waren beide Zwolsman-Fahrgestelle gemeldet. Der von Stefan Johansson und Jesús Pareja gefahrene Wagen (Fahrgestell HU02) schied schon in der Einführungsrunde nach einem Getriebeschaden aus. Der gleiche Defekt beendete nach 39 gefahrenen Runden die Fahrt von Zwolsman und Cor Euser. Beim zweiten Saisonrennen, dem 500-km-Rennen von Silverstone wurde Johannson und Pareja disqualifiziert. Zwolsman und Euser hatten erneut einen Getriebeschaden. Die erste Zielankunft in der Weltmeisterschaft gab es beim 24-Stunden-Rennen von Le Mans, wo der spätere Formel-1-Pilot Heinz-Harald Frentzen, Shunji Kasuya und Zwolsman den 13. Rang in der Gesamtwertung belegten. Der Rückstand auf den siegreichen Peugeot 905 Evo 1B von Derek Warwick, Yannick Dalmas und Mark Blundell betrug 81 Runden. Die ersten Zielankünfte gab es beim 500-km-Rennen von Donington durch einen vierten Rang von Frentzen und Phil Andrews und den fünften Rang von Pareja und Hideshi Matsuda beim 1000-km-Rennen von Suzuka. Zum letzten Rennen der Sportwagen-Weltmeisterschaft, dem 500-km-Rennen von Magny-Cours, trat das Team nicht mehr an. Zwolsman befand sich nach einem Verstoß gegen seine Bewährungsauflagen in Haft und das Team stand vor der Auflösung.
Das dritte Chassis, HU03, erwarb der britische Rennstall McNeil Engineering. Der Wagen wurde ab 1995 für den Kanadier Robbie Stirling in der Interserie eingesetzt. Sterling gewann damit die Interserie-Rennen in Brands Hatch und Albacete 1996, am Hungaroring 1997. 2001 siegte er beim ersten Castrol-Pokal und zwei Stunden später beim zweiten Pokalrennen auf dem A1-Ring.